# Sagres (corbeta)
La Sagres fue una corbeta mixta -con propulsión la velas y a vapor- al servicio de la Marina portuguesa, entre 1858 y 1898. Actualmente, se conoce el navío como Sagres I, para distinguir al mismo de los posteriores buques homónimos de la armada portuguesa, la Sagres II (1924) y la Sagres III (1962).
El navío fue construido en Limehouse, en Reino Unido.
Estuvo de servicio en la armada portuguesa desde 1868 hasta 1898. De 1868 a 1876 como un buque más y de 1876 a 1898 funcionó como uno de los primeros buques escuela de la Marina portuguesa. No fue dado de baja oficialmente de la lista de la armada hasta 1913.

## Historial de servicio
Durante su carrera, la corbeta Sagres desempeñó varias funciones diplomáticas y coloniales. En 1862 hizo un viaje diplomático a Génova transportando al Vizconde de Carreira (ministro de exteriores portugués) con la finalidad de recoger y llevar a Portugal a María Pía de Saboya para que contrajese matrimonio con Luis I de Portugal.
Entre 1863, en 1865 y en 1873 su principal cometido fueron las comisiones en la Estación Naval de Angola.
En 1864 estuvo implicado en un pequeño incidente diplomático entre Portugal y Estados Unidos a razón del ingreso del CSS Stonewall en el puerto de Lisboa, tras lo cual el fuerte de Belém disparó a los perseguidores unionistas del buque confederado mientras la Sagres monitorizada los movimientos desde el estuario del Tajo.
En 1869, como parte de su cometido comisionista en Angola, dirigió una expedición de castigo en Zaire para sofocar una insubordinación. Para la expedición, se reforzó la Sagres con 12 cañones más, se embarcó al 2.º batallón de cazadores y se asignó a la cañonera Guadiana como barco de apoyo.
En 1874 realizó un viaje diplomático al Imperio del Brasil, su capitán para este viaje fue el exgobernador del Timor portugués, Francisco Teixeira da Silva.
En 1876 dejó de navegar, siendo transformada en Escuela de Alumnos Marineros, estando permanentemente anclada en el río Duero, en Oporto.
En 1898 la Escuela de Alumnos Marineros pasó a ser la corbeta Estefânia, siendo la Sagres retirada del servicio.